# Piazza San Jacopino
Piazza San Jacopino (modernizzata anche in Iacopino) è una piccola piazza appena a nord ovest del centro storico di Firenze. Essa è il cuore del quartiere di San Jacopino, rione del Quartiere 1 di Firenze.

## Storia e descrizione
Il nome viene dalla deformazione tipicamente fiorentina di san Giacomo minore ("Jacopino"), al quale è dedicata la vicina chiesa di San Jacopo in Polverosa, detta San Jacopino anche per distinguerla da altre chiese del centro. La chiesa un tempo si trovava nella piazza, ma venne demolita a seguito della devastazione subita durante la seconda guerra mondiale. Nel frattempo esisteva già dal 1936 una nuova chiesa, che prese il nome di quella vecchia, che è ancora oggi situata nella vicina via Benedetto Marcello. Per arrivarvi bisogna percorrere via Bartolomeo Cristofori (arrivi in Viale Belfiore, svolta a destra) o via Cimarosa.
La piazza mantiene un genuino aspetto rionale, con alcuni negozi di alimentari e qualche ristorante casereccio. Gli edifici che la circondano risalgono quasi tutti al periodo del Ventennio fascista (soprattutto agli anni trenta), quando la zona venne più intensamente edificata. Il tessuto urbanistico della zona è caratterizzato da un'edilizia residenziale definitasi priva di qualità formali o spaziali, nella quale sono quasi del tutto assenti quelle emergenze architettoniche o ambientali necessarie per coagulare o connotare una porzione di città; fa eccezione la torre longobarda all'angolo tra via Cassia e via Bartolomeo Cristofori, modernamente adibita ad abitazioni.
Unica eccezione è, dal 1976, l'originale edificio moderno, caratterizzato da geometrie asimmetriche, oggi sede di una banca e di appartamenti, che all'epoca venne molto criticato per l'arditezza dell'architettura e dei colori usati per il rivestimento, di un marrone piuttosto inusuale. Fu realizzato, al posto della demolita villa-fattoria Maragliano dalla pregevole architettura, su progetto dell'architetto Marco Dezzi Bardeschi ed ha come unico referente a Firenze la Centrale termica di Angiolo Mazzoni in via delle Ghiacciaie.
Nel settembre 2011, dopo decenni durante i quali la piazza ha perduto la sua originaria funzione di fulcro del quartiere per diventare un anonimo crocevia frazionato da vari spartitraffico, l'amministrazione comunale ha dato il via ad importanti lavori di riqualificazione e riconduzione dell'area ad un luogo da "vivere" e non più solo di transito. I lavori dovrebbero protrarsi per circa otto mesi e comprendere il riassetto della viabilità alleggerendo il traffico e l'arredamento della piazza con panchine e nuova illuminazione.
Una seconda eccezione, pure molto recente, è la creazione della piazza Dallapiccola davanti alla casa dello Studente (2005), divenuta punto di aggregazione grazie soprattutto ad alcune iniziative estive che vi organizzano mercati e altre attività all'aperto.
Il 6 aprile 2013 è stata inaugurata la nuova piazza che prevede nuovi parcheggi, modifiche alla viabilità con la nuova rotonda, nuovi cassonetti per la raccolta differenziata, panchine, alberi e spazi per il passeggio.
Il 25 marzo 2017, al centro della rotonda, è stata posata la statua in bronzo dell'artista Giampaolo Talani, alta tre metri e pesante cinque quintali, denominata "Fiorenza" che rappresenta, a detta dell'artista, "Firenze, come una donna, bella, sicura, fiera e intelligente".